# Megajoppa lineola
Megajoppa lineola là một loài tò vò trong họ Ichneumonidae.